# Alois Balán

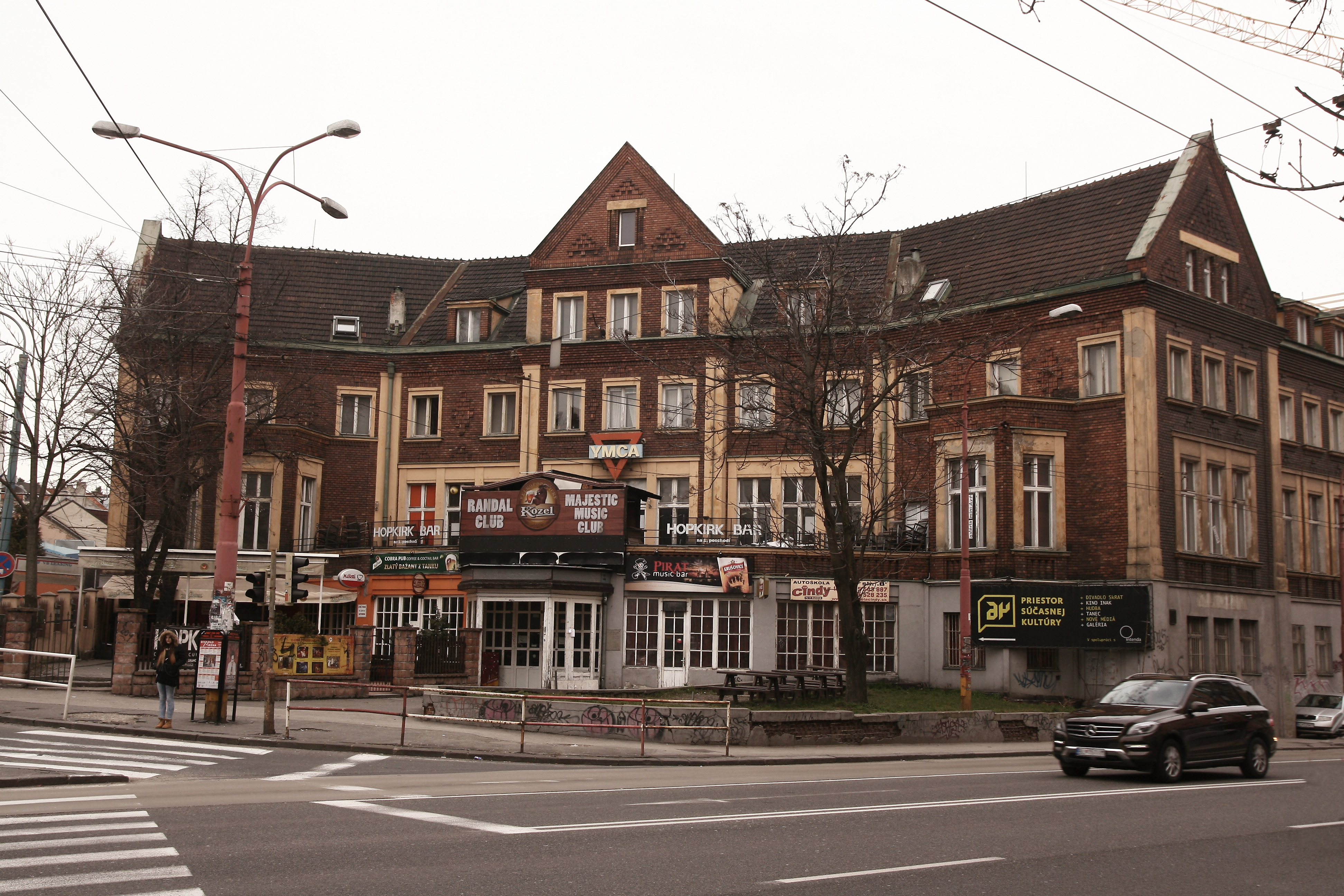
Edificio YMCA (1920), Bratislava

Alois Balán (Valašské Meziříčí, 2 de febrero de 1891-Zlín, 11 de mayo de 1960) fue un arquitecto racionalista checo. Está considerado el mejor representante del racionalismo en Bratislava.

## Trayectoria
Estudió en la Universidad Técnica de Praga, tras lo que abrió un estudio en Bratislava en 1919. Su obra inicial fue en estilo clásico con cierta tendencia cubista, con influencia de Josef Gočár y Pavel Janák. Entre sus obras de esta época destaca el edificio YMCA en Bratislava (1920).
En 1922 se asoció con Jiří Grossmann y evolucionó hacia el racionalismo. Juntos construyeron el Club de artistas eslvacos (1925), la villa Jaron (1930) y la oficina de distrito de la Seguridad Social (1939), todas en Bratislava.